# 間多均
間多 均（まだ ひとし、1948年 - ）は、日本の物理学者。
専攻は液晶、光エレクトロニクス、一般システム理論。研究分野は液晶工学、光工学、電子工学など幅広く多岐に渡る。

## 略歴
- 1970年 武蔵工業大学（現東京都市大学）工学部電気通信工学科卒業
- 1972年 東京農工大学大学院工学研究科電気工学専攻修士課程修了
- 1977年 東京工業大学大学院論文工学博士（論文）
- 1989年 帝京大学理工学部電気・電子システム工学科助教授
- 2007年 帝京大学理工学部電気・電子システム工学科教授
- 2008年 学科改組によりヒューマン情報システム学科教授
- 2013年 帝京大学を定年退職

## 著書

### 単著
- 『電磁気学の楽しみ』（青山社、2006年）

### 共著
- 『すらすらわかる楽しい物理』（飽本一裕、共立出版、2005年）
- 『信号処理〈1〉 (マグロウヒル大学演習)』（Hwei P.Hsu・村崎憲雄・飽本一裕、オーム社、1998年）
- 『信号処理〈2〉 (マグロウヒル大学演習)』（Hwei P.Hsu・村崎憲雄・飽本一裕、オーム社、1998年）